# جيف بيري
جيف بيري (بالإنجليزية: Jeff Perry)‏ هو ممثل أمريكي، ولد في 16 أغسطس 1955 في الولايات المتحدة. بدأ مشواره المهني سنة 1974.

## أعمال

### أفلام
- (1999) لانسكاي
- (2003) وصمة عار إنسان[5]

### مسلسلات
- الضياع
- فضيحة[6]
- كولمبو

## وصلات خارجية
- جيف بيري على موقع IMDb (الإنجليزية)
- جيف بيري على موقع ألو سيني (الفرنسية)
- جيف بيري على موقع أول موفي (الإنجليزية)
- جيف بيري على موقع قاعدة بيانات برودواي على الإنترنت (الإنجليزية)
- جيف بيري على موقع قاعدة بيانات الأفلام السويدية (السويدية)
- جيف بيري على موقع إن إن دي بي (الإنجليزية)
- جيف بيري على موقع قاعدة بيانات الفيلم (الإنجليزية)
- جيف بيري على موقع كينوبويسك (الروسية)